# Veľký Grob
Veľký Grob (węg. Magyargurab– wieś (obec) na Słowacji, w kraju trnawskim, w powiecie Galanta. Miejscowość położona jest na Nizinie Naddunajskiej.